# Lijst van waterwerken in het Waterloopbos
Dit is een onvolledige lijst van waterwerken in het Waterloopbos in de Noordoostpolder die behouden worden. In dit bos zijn schaalmodellen van waterwerken te zien die gebouwd zijn voor praktijkonderzoek door het Waterloopkundig Laboratorium De Voorst in Nederland. De modellen zijn na sluiting overwoekerd en deels gerestaureerd.
| Naam waterwerk        | Soort model        | Model van                                  | Werkperiode | Extra informatie                                                         | Foto |
| --------------------- | ------------------ | ------------------------------------------ | ----------- | ------------------------------------------------------------------------ | ---- |
| Thyborøn Project      | havenmodel         | Haven van Thyborøn                         |             |                                                                          |      |
| Ontgrondingsonderzoek | stromingsonderzoek | -                                          | 1964-1967   |                                                                          |      |
| Westervoort           | riviermodel        | IJsselkop (splitsing Nederrijn met IJssel) | 1957        |                                                                          |      |
| De Waterweg           | riviermodel        | Nieuwe Waterweg                            |             |                                                                          |      |
| Libië                 | havenmodel         | Marsha el Brega                            |             |                                                                          |      |
| Noordzeekanaal        | scheepvaartmodel   | Noordzeekanaal                             |             |                                                                          |      |
| Maasvlaktecentrale    |                    | Centrale Maasvlakte                        |             |                                                                          |      |
| IJmuiden              | havenmodel         | Haven van IJmuiden                         |             |                                                                          |      |
| Deltawerken: Golfbak  |                    | Deltawerken                                |             | In 2019 werd de golfbak gerestaureerd en is sindsdien ook weer werkzaam. |      |
| Deltagoot             | stromingsonderzoek |                                            |             | In 2018 getransformeerd tot Deltawerk //                                 |      |
| Willemsspoortunnel    |                    | Noordereiland en Nieuwe Maas               |             |                                                                          |      |